# رومانيا الحديثة المبكرة

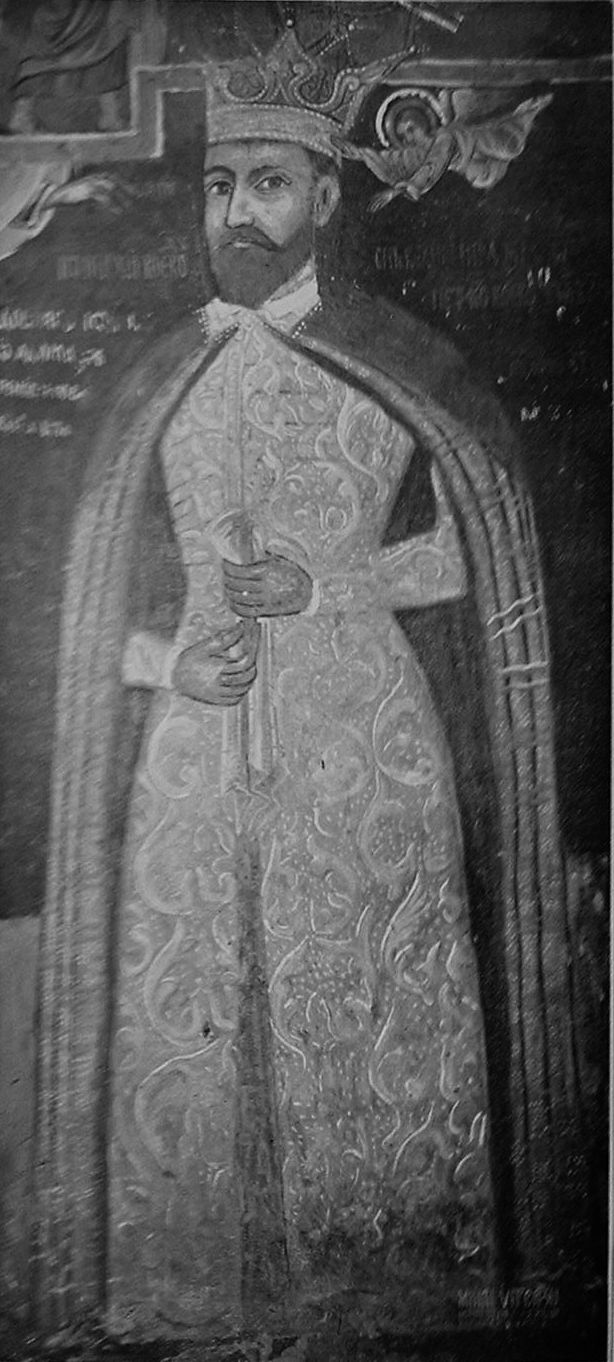
ميهاي الفاتح في دير كالوي – تصوير جداري لأحد حكام رومانيا البارزين

بدأت العصور الحديثة المبكرة في رومانيا بعد وفاة ميشيل الشجاع، الذي حكم في اتحاد شخصي، الأفلاق، وترانسيلفانيا، والبغدان - ثلاث إمارات في الأراضي التي تشكل رومانيا الآن - لمدة ثلاثة أشهر، في عام 1600. خضعت الإمارات الثلاث للإمبراطورية العثمانية، ودفعت إتاوة سنوية للسلاطين العثمانيين، لكنهم حافظوا على استقلاليتهم الداخلية. في المقابل، دُمجت دبروجة وبانات بالكامل في الإمبراطورية العثمانية.
حكم أمراء الأفلاق والبغدان الأرثوذكس مملكتيهم بسلطة مطلقة، لكن البويار سيطروا على إدارة الدولة في ستينيات وسبعينيات القرن السابع عشر. تسبب النفوذ المتزايد لليونانيين (الذين أداروا إيرادات الدولة واستولوا على العقارات) في صراعات مريرة في كلتا الإمارتين. بسبب الضرائب الزائدة، غالبًا ما تمرد الفلاحون ضد أسيادهم. ساهمت فترة حكم ماتي باساراب الطويلة في الأفلاق، وفاسيلي لوبو في البغدان في تطوير الاقتصاد المحلي (خاصة التعدين والتجارة). كما دفع معظم أمراء الأفلاق والبغدان إتاوة لأمراء ترانسيلفانيا. أدار الأخير مملكتهم بالتعاون مع مجلس تشريعي، يتألف من ممثلين عن النبلاء المجريين، وسكسون ترانسيلفانيا، والسيكيليس، والنوّاب المعينين من قبل الملوك. في الإمارة، تمتعت الكاثوليكية، واللوثرية، والكالفينية، والتوحيدية بوضع رسمي. لم يكن للرومانيين ممثلين في المجلس ولم يحصوا إلا على التساهل مع دينهم الأرثوذكسي. وسع الأمراء الثلاثة البارزون - ستيفن بوكسكاي الكالفيني، وغابرييل بيثلين، وجورج راكوتشي الأول - بلدانهم ودافعوا عن حريات العقارات في مملكة المجر في وجه آل هابسبورغ في النصف الأول من القرن السابع عشر.
خلال هذه الفترة، اتسمت الأراضي التي يسكنها الرومانيون بالاختفاء البطيء للنظام الإقطاعي، من قبل قيادة بعض الحكام مثل ديميتري كانتيمير في البغدان، وقسطنطين برانكوفينو في الأفلاق، وغابرييل بيتلين في ترانسيلفانيا، والفناريون، وظهور الإمبراطورية الروسية كنفوذ سياسي وعسكري.

## الخلفية
قُسمت الأراضي التي تشكل رومانيا الآن بين مختلف الأنظمة السياسية في العصور الوسطى. دُمجت بانات، وكريشانا ماراموريش، وترانسيلفانيا في مملكة المجر. تطورت الأفلاق وبغدان إلى إمارات مستقلة في القرن الرابع عشر. ظهرت دبروجة كمملكة مستقلة بعد تفكك بلغاريا في أربعينيات القرن الرابع عشر.
وفقًا للتقاليد السياسية البيزنطية، كان أمراء الأفلاق والبغدان من البغاطر الذين حكموا بسلطة مطلقة. يمكن انتخاب أي رجل من أفراد العائلة المالكة أميرًا، مما تسبب في صراعات داخلية، وأعطى ذريعة لقوى الجوار للتدخل. قبل معظم أمراء الأفلاق سيادة ملوك المجر. فضل ملوك البغدان الخضوع لملوك بولندا. ساعدت المجالس الملكية - والتي تكونت من اللُغُثيط، والفورنيك، وغيرهم من كبار المسؤولين - الملوك، كان يمكن للأمراء أيضًا مناقشة أهم الأمور في مجلس رجال الدين الأرثوذكس والبويار والجيش. كان للكنيسة الأرثوذكسية، وخاصة الأديرة، نطاقات واسعة في كلتا الإمارتين. كان البويار من ملاك الأراضي الذين يتمتعون بالحصانات الإدارية والقضائية. ظهرت مجموعة من الفلاحين الأحرار (المعروفة باسم رازيسي في الأفلاق وموسنيني في البغدان) في كل إمارة، لكن معظم رعايا الأمراء كانوا من الأقنان - روماني في الأفلاق، وفيسيني في مولدافيا - الذين دفعوا العشور أو قدموا خدمات محددة لأسياد. لعب العبيد الغجر أيضًا دورًا بارزًا في الاقتصاد، خاصةً الحدادين السود، وصانعي السلال، وغاسلي الذهب. قُسمت مملكة المجر إلى مقاطعات. وخضع الرؤساء في معظم المقاطعات مباشرة للملك، مع استثناء مقاطعات ترانسلفانيا السبع التي كانت تحت سلطة مسؤول ملكي بمستوى أرفع، ڤويڤود. كانت مجالس النبلاء أهم الهيئات الإدارية في المقاطعات. في ترانسيلفانيا، عقد الڤويڤود اجتماعات مشتركة. نظريًا، تمتع جميع النبلاء بنفس الامتيازات، على سبيل المثال، أُعفيوا من الضرائب. ومع ذلك، فإن ما يسمى طبقة النبلاء المشروطة - بما في ذلك السنيزس الرومانية ونبلاء الكنيسة - لم يكن لديهم نفس الحريات: دفعوا ضرائب أو قدموا خدمات خاصة إما للملك أو للوردات. شكل سكسون ترانسيلفانيا، الذين قُسمت أراضيهم إلى أجزاء إدارية، مجتمعًا مستقلًا بقي مستقلًا عن سلطة الڤويڤود. نُظمت سيكيليس الناطقة باللغة الهنغارية، الذين عاشوا في الجزء الشرقي من ترانسيلفانيا، في أجزاء إدارية. في 16 سبتمبر 1437، أبرم النبلاء الترانسيلفانيون ورؤساء مجتمعي ساكسون وسيكلي تحالفًا - اتحاد الدول الثلاث - ضد الفلاحين المجريين والرومانيين الذين انتفضوا في تمرد مفتوح. تطور هذا الاتحاد إلى الإطار الدستوري لإدارة ترانسيلفانيا في العقود التالية. ضمن الفلاحين، كان للرومانيين مكانة خاصة، على سبيل المثال، لم يدفعوا العشور الكَنَسِيّة التي يدفعها جميع الفلاحين الكاثوليك.
وصل توسع الإمبراطورية العثمانية إلى نهر الدانوب حوالي عام 1390.  غزا العثمانيون الأفلاق عام 1390 واحتلوا دبروجة عام 1395. دفعت الأفلاق الإتاوة للعثمانيين لأول مرة عام 1417، والبغدان عام 1456. ومع ذلك، لم تُضم الإمارتين، كان على أمرائهما مساعدة العثمانيين في حملاتهم العسكرية فقط. تمكن الملوك الرومانيون الأكثر شهرة في القرن الخامس عشر – فلاد الثالث المخوزق من الأفلاق وشتيفان الكبير من بغدان وستيفن العظيم من بغدان - من هزيمة العثمانيين في المعارك الكبرى. في دبروجة، التي ضُمت في إيالة سيليسترا، استقر هناك النوغاييّون التتار واعتنقت قبائل الغجر المحلية الإسلام.
بدأ تفكك مملكة المجر في معركة موهاج في 29 أغسطس 1526. أباد العثمانيون الجيش الملكي ولقي لويس الثاني ملك المجر حتفه. أدت التنافسات بين أنصار الملكين المنتخبين حديثًا - يانوش زابوليا وفرديناند من هابسبورغ - إلى نشوب حرب أهلية. أدت محاولة فرديناند الأول لإعادة توحيد البلاد بعد وفاة زابوليا إلى شن حملة عثمانية جديدة. استولى العثمانيون على بودا، عاصمة المجر، في 29 أغسطس 1541، لكن السلطان العثماني سليمان القانوني منح الأراضي الواقعة شرق نهر تيسا لابن زابوليا الرضيع، جون سيجيسموند زابوليا. استمرت الحرب بين الملكين، ما مكن العثمانيين من توسيع حكمهم. سقط الجزء الأكبر من بانات في أيدي العثمانيين وتحولت إلى مقاطعة عثمانية تركزت في تيميشوارا عام 1552.
انتشر الإصلاح في الأراضي التي كانت تحت حكم جون سيجيسموند. أعلن مرسوم توردا لعام 1568 أن «الإيمان هبة من الله»، ما يسمح لكل قرية بانتخاب رعاتها بحرية. في الممارسة العملية، تمتعت أربع طوائف فقط - الكاثوليكية، واللوثرية، والكالفينية، والتوحيدية - بمكانة مميزة. تم التسامح مع الأرثوذكسية واليهودية فقط، وحُظرت جميع الطوائف الأخرى. ساهم الإصلاح أيضًا في انتشار وتطوير الأدب العامي. طُبع أول كتاب روماني (الكتاكيزم اللوثرية) في سيبيو عام 1544. نُشرت المراسيم التي صدرت في المجلس في ترانسيلفانيا باللغة المجرية منذ عام 1565. تخلى جون سيجيسموند عن لقب الملك واعتمد اللقب الجديد «أمير ترانسيلفانيا وأجزاء من مملكة المجر» في 16 أغسطس 1570.